# Провулок Макаренка (Мелітополь)
Провулок Макаренка — провулок в Мелітополі. Йде від Елеваторного провулка до вулиці Нестеренка. Забудований приватними будинками.

## Назва
Провулок названий на честь Антона Макаренка, радянського педагога й письменника.

## Історія
Проєкт прорізки й найменування провулка затверджений 21 лютого 1958 року.